# 鱼卡河
鱼卡河是中华人民共和国青海省的一条河流，位于柴达木盆地，该河全长119千米，集水面积约2352平方千米，年均径流量约为0.909亿立方米。根据马海水文站测定，该河夏季富水期径流量占全年的56.4%，冬季枯水期径流量占全年的8%。